# Luis Pruneda
Luis Pruneda (1924 - Barcelona, 12 de julio de 1988) fue un locutor de radio y presentador de TV español.
Inició su trayectoria profesional en la radio. En 1951 ingresó, como locutor, en Radio Nacional de España, cadena en la que permanecería durante los siguientes años. En esa emisora fue realizador y narrador en el espacio Teatro Invisible, en que se adaptaban al medio radiofónico las más importantes obras de teatro. En la cadena pública llegó a ocupar el cargo de Jefe de emisiones.
En el cine actuó en El emigrante (1960) de Sebastián Almeida, con Juanito Valderrama y Dolores Abril. Se dedicó al doblaje, generalmente como narrador: en Guerra y Paz (1960), o doblando a Cecil B. DeMille en Los diez mandamientos (1956).
En los años sesenta dio el salto a Televisión española, en la que presentó diversos espacios de carácter divulgativo como Biografía del ayer (1964), de Eugenio Pena, con guiones de Fernando Vizcaíno Casas, o programas sobre cine, como Secuencia (1966) o Pantalla grande (1967-1968). 
Su último trabajo fue pocos meses antes de su desaparición, la retransmisión en RNE de la misa funeral celebrada en la Catedral de Barcelona con motivo del fallecimiento del expresidente de la Generalidad Josep Tarradellas.